# Centers for Disease Control and Prevention
Centers for Disease Control and Prevention (CDC) er en amerikansk føderal etat underlagt United States Department of Health and Human Services med hovedkontor i Atlanta. Etaten har ansvar for beskyttelse af folkesundhed, specielt smitsomme sygdomme, miljømedicin, arbejdsmedicin, forebyggelse og oplæring. Budgettet for 2006 var 8,5 milliarder dollar. CDC har omkring 15.000 ansatte.